# Armangite
La armangite è un minerale.